# フライング・ギャング

エドワード・イングランド、サミュエル・ベラミーの海賊旗

フライング・ギャング(Flying Gang)は、18世紀のバハマ諸島ニュープロビデンス島ナッソーを拠点とした海賊のグループ。多くは職を失った私掠船の乗組員や、フロリダで沈没したスペインの財宝船を漁りに集まったならず者たちで構成されており、海賊たちはこのグループで海賊共和国の自治を行い、外洋に進出して商船や港などを獲物にした。バミューダの総督は当時ナッソーには1000人以上の海賊がおり、100人ほどの住民を大きく上回っていると報告した。

## ベンジャミン・ホーニゴールド
ホーニゴールドはスペイン継承戦争で私掠船に乗り組んでいたが、ユトレヒト条約の締結によって海賊に転向した。拠点としてナッソーに目を付けたホーニゴールドは同業のジョン・コックラム、ジョン・ウェストと共にフロリダやキューバで海賊行為を行った。数万ポンドもの利益を得たホーニゴールドらは1715年11月、スループ船メアリー号を手に入れ、140人の乗組員と砲6門を搭載した海賊船に仕立て上げた。ホーニゴールドはナッソーに集結していた元私掠船関係者や難破船漁りを自らの保護下にあると公言し、植民地政府を脅迫し、海賊のグループをフライング・ギャングと名付けた張本人である。悪質な海賊たちの指導者である反面、ホーニゴールドは穏健派として知られ、祖国であるイギリスの船を襲おうとしなかった。この信条は後に部下たちの不興を買ってしまい、船長の座を追われることになる。1717年9月にイギリス国王ジョージ1世が投降した海賊に恩赦を与える旨の布告を発したさい、ホーニゴールドは率先してこの恩赦に飛びつき、自らの身分を合法化することに邁進した。翌1718年、新たにバハマ総督に任命されたウッズ・ロジャーズがナッソーに着任すると、ホーニゴールドは総督の私掠船として雇用され、周辺海域で活動する海賊を取り締まる立場に転身した。

## ヘンリー・ジェニングス
ホーニゴールドと並んでフライング・ギャングの共同創設者、あるいは共同指導者として知られるジェニングスは、ハリケーンによってフロリダ沿岸で難破したスペインの船団から財宝を掠奪した活動で悪名を轟かせた。ジェニングス本人は自らをジャマイカのハミルトン総督の私掠船だと認識しており、海賊である自覚はなかったが、フランス商船への襲撃など私掠行為を逸脱した活動によって外交問題を引き起こした。ハミルトンがこの問題で失脚した後、ジェニングスはジョージ1世によって正式に海賊であると認定され、本格的に活動拠点をナッソーに移す。プロビデンス島における有力な海賊指導者であったジェニングスはチャールズ・ヴェインやジャック・ラカムなどを手勢として従えていた。国王から海賊の恩赦の布告が届いた時、ジェニングスはバミューダ総督に投降して海賊から足を洗った。諸説あるが、ジェニングスは老後まで生き延びた珍しい海賊であるとされる。

## エドワード・ティーチ

黒髭の海賊旗

黒髭という異名で知られるティーチは黄金期の海賊で最も有名な人物であり、スペイン継承戦争で私掠船の乗組員として活動した後、ベンジャミン・ホーニゴールドの部下として海賊行為を行った。ティーチはフライング・ギャングの中核メンバーとして恐れられ、ホーニゴールドの元で多数の掠奪行為に従事した。1717年11月、ティーチはホーニゴールドの元から独立して海賊行為を行い、フランス船ラ・コンコルド号を攻撃してこれを捕らえた。船はアン女王の復讐号と改名されて最も有名な海賊船となり、悪名を轟かせた。この頃のティーチは6丁もの銃で武装し、帽子の下に点火した導火線を付けて顔の周りに煙が漂っているという恐ろし気な風貌をしていた。しかしその悪名の反面、ティーチは捕虜への虐待および殺害に及んだ記録が残っていない。チャールズタウンの封鎖などの活動の後、ティーチはノースカロライナを根城とし、当地で妻を娶り、イーデン総督の後ろ盾のもと海賊行為や密貿易を行った。オクラコーク島を拠点としたティーチはナッソーを追われたチャールズ・ヴェインやジャック・ラカム、ロバート・ディールなどと過ごしたが、バージニア植民地のスポッツウッド総督が派遣したロバート・メイナードとの対決で最期の刻を迎えた。ティーチの遺体には20か所の刺し傷と5か所の銃創が残っていたとされる。ティーチの頭は切断され、メイナードの船の船首に吊り下げられた。後年、ノースカロライナではティーチの亡霊に関する迷信がいくつか生まれ、「ティーチの灯り」という海上に謎の光が浮かび上がる現象が特に知られる。

## ジョン・コックラム
コックラムはベンジャミン・ホーニゴールドの初期の仲間として知られ、フロリダで海賊行為を行ったメンバーの指揮官であった。プロビデンス島近郊のハーバー島の悪徳商人リチャード・トンプソンを商取引を行ったコックラムは彼の娘と結婚し、エルーセラ島に移り住み、密貿易船で交易を行った。後年のコックラムは海賊というより盗品を流通させる密輸業者としての性格が目立つようになり、プロビデンス島の島外から海賊行為を支援した。1718年、ウッズ・ロジャーズ総督がナッソーに着任したさい、コックラムはホーニゴールドと共に総督を歓待し、さらに総督の私掠船として起用され、チャールズ・ヴェインの追跡などに従事した。島の議会にも席を持ったとされるが、借金から逃れるために逃亡して姿を消した。

## ダニエル・スティルウェル
エルーセラ島の悪徳商人ジョナサン・ダーヴェルの娘婿であるスティルウェルは、ベンジャミン・ホーニゴールドの元で海賊行為に従事した。この活動を問題視したナッソーの政府高官トマス・ウォーカーによって捕らわれ、ジャマイカで裁判にかけられそうになるが、ホーニゴールドに救出される。この1件でホーニゴールドとウォーカーの間には緊張が走り、ホーニゴールドはフライング・ギャングのメンバーに手出しした場合は家に火を放って家族諸共殺すとウォーカーを脅迫した。師であるホーニゴールドと同様、ジョージ1世の布告を受け入れ、軍艦に投降した。

## トマス・バロウ
バロウはスペインの財宝船を漁りにナッソーに集まったならず者のリーダー格であった。彼は自分の船を持たなかったが、島民から金品を奪い取り、ナッソーの総督を自称して島をかつてのマダガスカルのようにしてみせると豪語した(マダガスカルは17世紀、アダム・ボールドリッジなどの海賊の拠点であった)。後にバハマ総督に任命されたウッズ・ロジャーズに投降して足を洗った。

## チャールズ・ヴェイン
ヴェインはフライング・ギャングで最も悪質な海賊であり、捕虜を虐待し、海賊の掟をも無視する無慈悲な男として恐れられた。ヴェインはヘンリー・ジェニングスの手下として歴史に姿を現し、ジェニングスの元でスペインの財宝船を漁る遠征に参加した。1718年、ウッズ・ロジャーズ総督がナッソーに着任し、海賊への取り締まりを強化するが、ヴェインは投降することを拒否して外洋に脱出した。かつての仲間であるエドワード・ティーチが拠点にしてたカロライナに向かい、チャールズタウンの掠奪などを行った。ヴェインはティーチにナッソー奪還の手助けを求めるが、断られてしまう。バハマ諸島に戻ったヴェインはフランスの軍艦と遭遇するが、これの攻撃に反対したため、操舵手のジャック・ラカムにより船長の座を引きずり降ろされてしまう。小型船で追い出されたヴェインは運悪く嵐に見舞われホンジュラスの無人島に辿り着く。そこで商船に拾われるが、かつての同業者に正体を見破られてジャマイカに連行されてしまう。ヴェインは1721年3月29日にポートロイヤルで絞首刑に処され、その遺体は港のガン・ケイで晒しものにされた。

## ジョサイア・バージェス
最盛期の海賊共和国でベンジャミン・ホーニゴールド、ヘンリー・ジェニングスに続く勢力を誇っていたバージェスは、やはり他の有力な船長たちと同様、ジョージ1世の布告を早くから受け入れた人物の1人であった。イギリス軍艦フェニックス号に投降したバージェスは、ウッズ・ロジャーズ総督の着任後にジョン・オーガーの裁判で裁判官などを務めた。その後、ロジャーズの交易事業に従事したが、船が難破して最期を迎えた。

## サミュエル・ベラミー
ブラック・サムとして知られるベラミーはその異名の通り黒いコートを好む黒髪の男だった。当初ポールスグレイブ・ウィリアムズと共にヘンリー・ジェニングスの一味に加わったが、すぐにジェニングスを裏切ってベンジャミン・ホーニゴールドに鞍替えしている。そのホーニゴールドに対しても反乱を起こし、自分の海賊団を立ち上げてアメリカで海賊行為を行った。ベラミーはウィリアムズの僚船とはぐれ、ケープコッド沿岸でハリケーンに遭い死んだ。後年、ベラミーの旗艦であるウィダー号が引き上げられ、5トン以上もの貨物を積んでいたことが判明している。

## ポールスグレイブ・ウィリアムズ
ウィリアムズはロードアイランド植民地のニューポート出身の銀細工師であり、ベラミーの仲間として特に知られた。ベラミーと共にヘンリー・ジェニングスの一味に加わるが、すぐに裏切ってベンジャミン・ホーニゴールドに合流している。ホーニゴールドからも独立した後、ウィダー号を手に入れたベラミーからマリアンヌ号の指揮を任され、2人の船団はアメリカで海賊行為を行った。黒髪のベラミーとは異なり、ウィリアムズは白いかつらを愛用し、日に焼けた浅黒い男だったという。

## オリビエ・ルバスール

ルバスールの海賊旗

ラ・ブーシュ(ノスリの意)として知られるルバスールは、スペイン継承戦争で私掠船として戦っていたフランス人だった。サミュエル・ベラミーやポールスグレイブ・ウィリアムズと同様、ルバスールもベンジャミン・ホーニゴールドの仲間として活動していたが、後にホーニゴールドを船長の座から追い出す。その後はアフリカに拠点を移し、ハウエル・デイヴィスやトマス・コクリンと行動を共にした。ルバスールは1730年に処刑されたが、その直前に財宝の隠し場所の暗号を残したとされる。

## エドワード・イングランド
イングランドは高等教育を受けた人物であり、元は私掠船の航海士をしていたが、乗船がクリストファー・ウィンターに拿捕されたことで海賊に転身する。チャールズ・ヴェインの仲間になっていくつかの掠奪を行うが、やがて船を与えられて独立し、アフリカに活動拠点を移す。シエラレオネでカドガン号を拿捕したさい、乗組員であったハウエル・デイヴィスと出会う。この一件でデイヴィスは海賊となり、やがてバーソロミュー・ロバーツの誕生にも繋がる。イングランドはマダガスカルでマクレイ船長のカサンドラ号を激闘の末に捕らえるが、その紳士然として行いのせいで部下から不興を買い、モーリシャス島に置き去りにされてしまう。その後、マダガスカル本島に逃れるが、1721年ごろに病死する。

## キャラコ・ジャック・ラカム

ラカムの海賊旗

チャールズ・ヴェインの操舵手であったラカムは「キャラコ・ジャック」という異名で知られた伊達男であり、2人の女海賊アン・ボニーとメアリ・リードを従えていたことで有名である。また、彼のシンボルである海賊旗もよく知られている。ラカムはヴェインの部下としてそのキャリアをスタートさせ、ウッズ・ロジャーズの手から逃れる際も行動を共にした。しかしヴェインがフランス軍艦を襲うことを拒否した時、ラカムはヴェインに対する不信任の投票を呼びかけ、彼を追いやって船長の座を奪った。後にロジャーズに投降して海賊から足を洗うが、ナッソーでアン・ボニーと出会い、彼女と不倫関係になる。食い扶持を確保するため再び海賊行為に手を染め、やがてメアリ・リードも仲間に加える。ラカムの船は海賊討伐に起用されたスループ船に捕捉されるが、酒に酔ったラカムはろくに戦闘もできず、船倉に逃げ込んで容易く拘束されてしまった。ポートロイヤルに移送されたラカムは絞首刑に処され、その遺体は現在ラカム・ケイとして知られる小島に晒された。

## アン・ボニー
チャールズタウン近郊のプランテーションで育ったアンは船乗りのジェームズ・ボニーと結婚し、1714年ごろナッソーに移り住んだ。ウッズ・ロジャーズの海賊掃討によってフライング・ギャングが崩壊した後、足を洗った元海賊のジャック・ラカムと出会い、不倫関係になる。夫ジェームズとロジャーズはこの不埒な関係に激怒するが、アンはラカムと駆け落ちし、男装して海賊船に乗り込んだ。さらにメアリ・リードを仲間に加えて海賊行為を行うが、海賊取り締まりの武装スループ船に捕らわれてしまう。この時、男たちは酒に酔って使い物にならず、まともに戦ったのはアンとメアリだけであったという。アンとメアリはジャマイカで裁判にかけられて死刑宣告を受けるが、妊娠を主張したため刑はたびたび延期される。メアリは獄中で病気にかかり死んだが、アンは生き残って釈放されたという。その後の人生は不明。

## メアリ・リード
1719年、オランダの軍に所属していたメアリは西インド諸島行きの船に乗り込むが、海賊に拿捕されてナッソーに連行されてしまう。男装していたメアリはナッソーで海賊として振舞い、アン・ボニーに正体を見破られるまで男として過ごした。ラカムは女のメアリを仲間にすることを認め、一味は海賊行為を行うが、やがて武装船に捕らわれてジャマイカに連行されてしまう。メアリとアンは妊娠を主張して刑は延期されるが、メアリは熱帯病にかかり獄中死してしまった。

## スティード・ボネット

ボネットの海賊旗

「海賊紳士」として知られるボネットはバルバドスの名士であり、プランテーションを所有する裕福な人物であったが、結婚生活から逃れるために海賊に転身した。海賊船リベンジ号を購入してナッソーに向かうが、道中でスペイン軍艦と戦闘になり重傷を負う。ナッソーではエドワード・ティーチの仲間となるが、その指揮権はほとんどティーチに奪われたも同然となる。ティーチがアン女王の復讐号を座礁させ、多くの仲間を見捨てた時、ボネットも見放される。最終的にボネットはノースカロライナのケープフィアでウィリアム・レット大佐と戦闘になって捕らわれる。その後脱獄などを行うも失敗し、1718年10月に絞首刑に処された。

## クリストファー・コンデント
コンデントはナッソーにおいてヴェインなどど志を同じくする反抗的な海賊の1人であったが、来たるウッズ・ロジャーズ総督の脅威を前にブラジルやアフリカに拠点を移した。コンデントは捕虜に対する苛烈な虐待で知られており、特にポルトガル人に対しては容赦がなかった。マダガスカルで戦利品を分配した一味はマスカリン諸島のフランス人総督に投降を願い出た。投降は受け入れられ、それどころかコンデントは総督の妹と結婚し、後年はフランスに移り住んだという。コンデントは引退まで生き延びた珍しい海賊である。

## トマス・コクリン
キャプテン・チャールズ・ジョンソンによると、コクリンはフライング・ギャングの一員であり、ウッズ・ロジャーズに投降した海賊の1人である。アフリカでのハウエル・デイヴィスやオリビエ・ルバスールとの航海で知られるコクリンは、最終的に絞首刑になったと伝えられる。

## クリストファー・ウィンター
ウィンターはエドワード・イングランドを海賊の世界に引き込んだことで特に知られる。同業者のニコラス・ブラウンと共にウッズ・ロジャーズ総督に投降するが、キューバでスペイン人総督に私掠船として雇われ、イギリス植民地の港などを攻撃して手配される。

## ニコラス・ブラウン
グランド・パイレートとして知られるブラウンは、クリストファー・ウィンター同様ウッズ・ロジャーズ総督に投降し、その後にキューバでスペインの私掠船としてイギリスの支配地域を攻撃した。イギリスにより手配されたブラウンはその後数年間逃げ延びるが、カマグエイで戦闘になり、腕を斬り落とすほどの重傷を負う。最終的に傷が原因で死亡し、首が斬り落とされて植民地議会に提出された。

## ジョン・オーガー
オーガーは多くの海賊と同様、ウッズ・ロジャーズ総督に投降した海賊の1人だったが、すぐに海賊行為に逆戻りしてしまった。事態を把握したロジャーズはベンジャミン・ホーニゴールドを派遣してオーガーを捕えさせた。裁判の結果オーガー含む8人の死刑が執行された。この裁判にはジョサイア・バージェスも参加していた。

## ジョン・マーテル
マーテルはジャマイカの私掠船で活動したフランスの海賊だった。特にセント・クロイ島でのイギリス軍艦スカーボロ号との戦闘で知られ、マーテルは内陸に逃げ込んで難を逃れた。その後は曖昧であり、チャールズ・ジョンソンは内陸部の森を彷徨って死んだという説や、ナッソーに逃げ帰って1718年にウッズ・ロジャーズ総督に投降した説など、いくつかの可能性を示唆している。

## ジェームズ・ファイフ
ファイフはチャールズ・ジョンソンによってフライング・ギャングの一員であることが示唆されている人物である。経緯は不明であるが部下に殺されたとされる。

## メイジャー・ペナー
ペナーはチャールズ・ジョンソンによってフライング・ギャングの一員であることが示唆されている人物である。ウッズ・ロジャーズに投降するが再び海賊行為に手を染め、最終的に殺されたという。部下たちは全員捕らえられた。

## ロバート・サンプル
サンプルはチャールズ・ジョンソンによってフライング・ギャングの一員であることが示唆されている人物である。エドワード・イングランドとの航海で特に知られるサンプルは、イングランドから船を与えられて独立するが、ブラジルでポルトガルの軍艦と戦闘になって捕らわれ、絞首刑に処される。

## 参考資料
- コリン・ウッダード(著)、大野晶子(訳)、『海賊共和国史 1696-1721年』2021年7月、パンローリング株式会社
- チャールズ・ジョンソン(著)、朝比奈一郎(訳)、『海賊列伝(上)』2012年2月、中公文庫